# Carnières (Nord)
Pour les articles homonymes, voir Carnières.
Carnières est une commune française située dans le département du Nord, en région Hauts-de-France.

## Géographie
La commune est située à 12 km de Cambrai.

### Communes limitrophes
| Cagnoncles            | Rieux-en-Cambrésis | Avesnes-les-Aubert                     |
| Cauroir               | Carnières          | Boussières-en-Cambrésis                |
| Estourmel Cattenières |                    | Beauvois-en-Cambrésis Fontaine-au-Pire |

### Transports

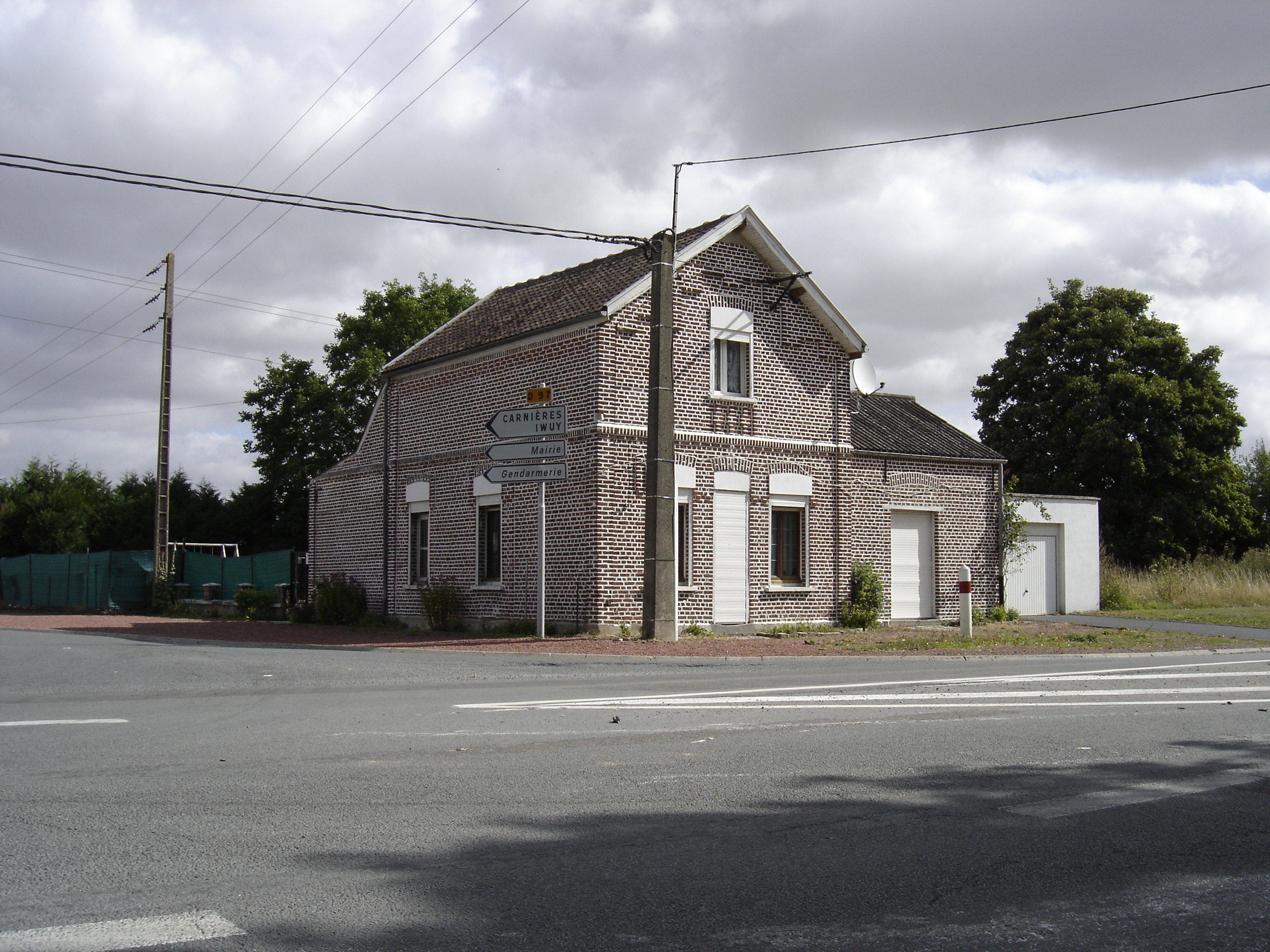
La gare du Cambrésis.

Carnières était desservie par le Chemin de fer du Cambrésis, un chemin de fer à voie métrique qui cessa ses opérations en 1955. La gare se trouvait au hameau de Boistrancourt, sur la route nationale.

### Hydrographie

#### Réseau hydrographique
La commune est située dans le bassin Artois-Picardie. Elle est drainée par le Riot de Caudry, la Naves et le Carnières,,.
Le Riot de Caudry, d'une longueur de 11 km, prend sa source dans la commune de Caudry et se jette  dans l'Erclin à Rieux-en-Cambrésis, après avoir traversé six communes. 

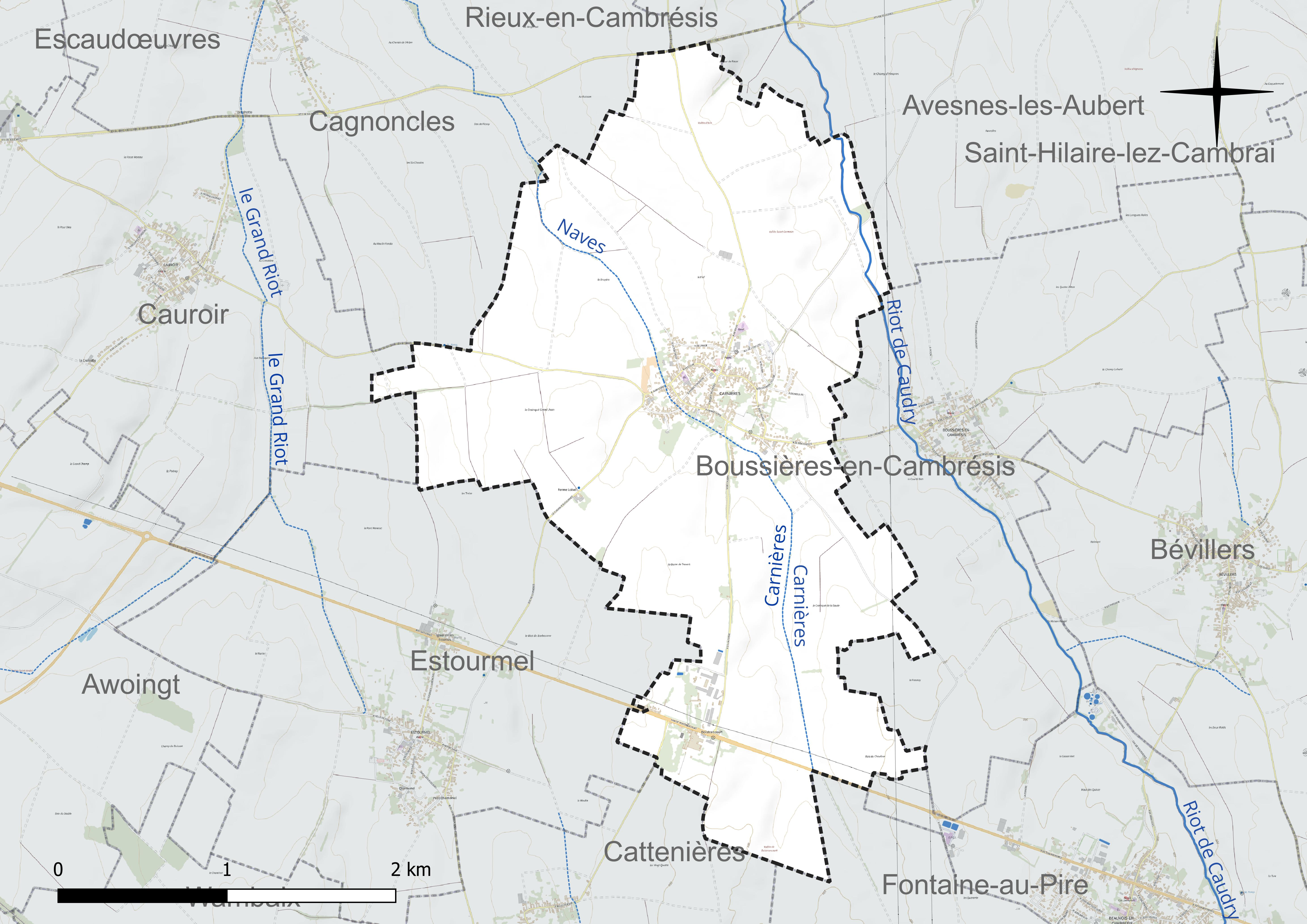
Réseau hydrographique de Carnières.

#### Gestion et qualité des eaux
Le territoire communal est couvert par le schéma d'aménagement et de gestion des eaux (SAGE) « Escaut ». Ce document de planification concerne un territoire de 2 005 km2 de superficie, délimité par le bassin versant de l'Escaut. Le périmètre a été arrêté le 9 juin 2006 et le SAGE proprement dit a été approuvé le 13 juillet 2021. La structure porteuse de l'élaboration et de la mise en œuvre est le syndicat mixte Escaut et Affluents (SyMEA). 
La qualité des cours d'eau peut être consultée sur un site spécial géré par les agences de l'eau et l'Agence française pour la biodiversité. 

### Climat
Pour des articles plus généraux, voir Climat des Hauts-de-France et Climat du Nord.
En 2010, le climat de la commune est de type climat océanique dégradé des plaines du Centre et du Nord, selon une étude du CNRS s'appuyant sur une série de données couvrant la période 1971-2000. En 2020, Météo-France publie une typologie des climats de la France métropolitaine dans laquelle la commune est dans une zone de transition entre le climat océanique et le climat océanique altéré et est dans la région climatique  Nord-est du bassin Parisien, caractérisée par un ensoleillement médiocre, une pluviométrie moyenne régulièrement répartie au cours de l'année et un hiver froid (3 °C). 
Pour la période 1971-2000, la température annuelle moyenne est de 10,4 °C, avec une amplitude thermique annuelle de 15 °C. Le cumul annuel moyen de précipitations est de 711 mm, avec 11,4 jours de précipitations en janvier et 9,2 jours en juillet. Pour la période 1991-2020, la température moyenne annuelle observée sur la station météorologique la plus proche, située sur la commune d'Épehy à 24 km à vol d'oiseau, est de 10,6 °C et le cumul annuel moyen de précipitations est de 752,8 mm,. Pour l'avenir, les paramètres climatiques de la commune estimés pour 2050 selon différents scénarios d'émission de gaz à effet de serre sont consultables sur un site spécial publié par Météo-France en novembre 2022.

## Urbanisme

### Typologie
Au 1er janvier 2024, Carnières est catégorisée bourg rural, selon la nouvelle grille communale de densité à sept niveaux définie par l'Insee en 2022.
Elle est située hors unité urbaine. Par ailleurs la commune fait partie de l'aire d'attraction de Cambrai, dont elle est une commune de la couronne,. Cette aire, qui regroupe 64 communes, est catégorisée dans les aires de 50 000 à moins de 200 000 habitants,.

### Occupation des sols
L'occupation des sols de la commune, telle qu'elle ressort de la base de données européenne d'occupation biophysique des sols Corine Land Cover (CLC), est marquée par l'importance des territoires agricoles (94,3 % en 2018), une proportion sensiblement équivalente à celle de 1990 (94,5 %). La répartition détaillée en 2018 est la suivante : 
terres arables (87,7 %), zones urbanisées (5,7 %), prairies (3,6 %), zones agricoles hétérogènes (3 %). L'évolution de l'occupation des sols de la commune et de ses infrastructures peut être observée sur les différentes représentations cartographiques du territoire : la carte de Cassini (XVIIIe siècle), la carte d'état-major (1820-1866) et les cartes ou photos aériennes de l'IGN pour la période actuelle (1950 à aujourd'hui).

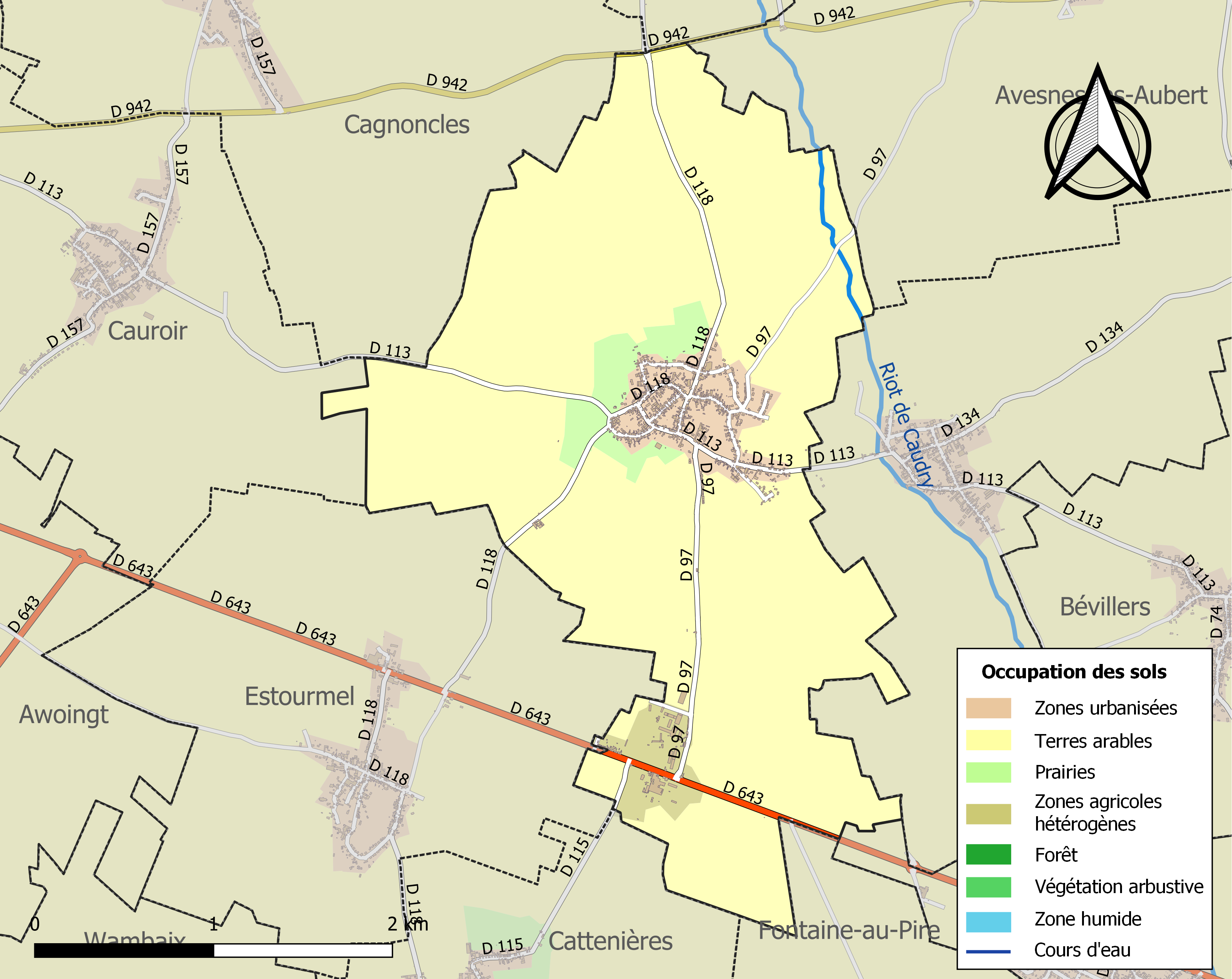
Carte des infrastructures et de l'occupation des sols de la commune en 2018 (CLC).

## Toponymie
On trouve le village mentionné au long des Xe au XIVe siècles sous les noms Carneres, Carneris ou Carneriis, Carnieres. Il pourrait s'agit d'un lieu planté de charmes (carne ou carme en roman ou patois).

## Histoire

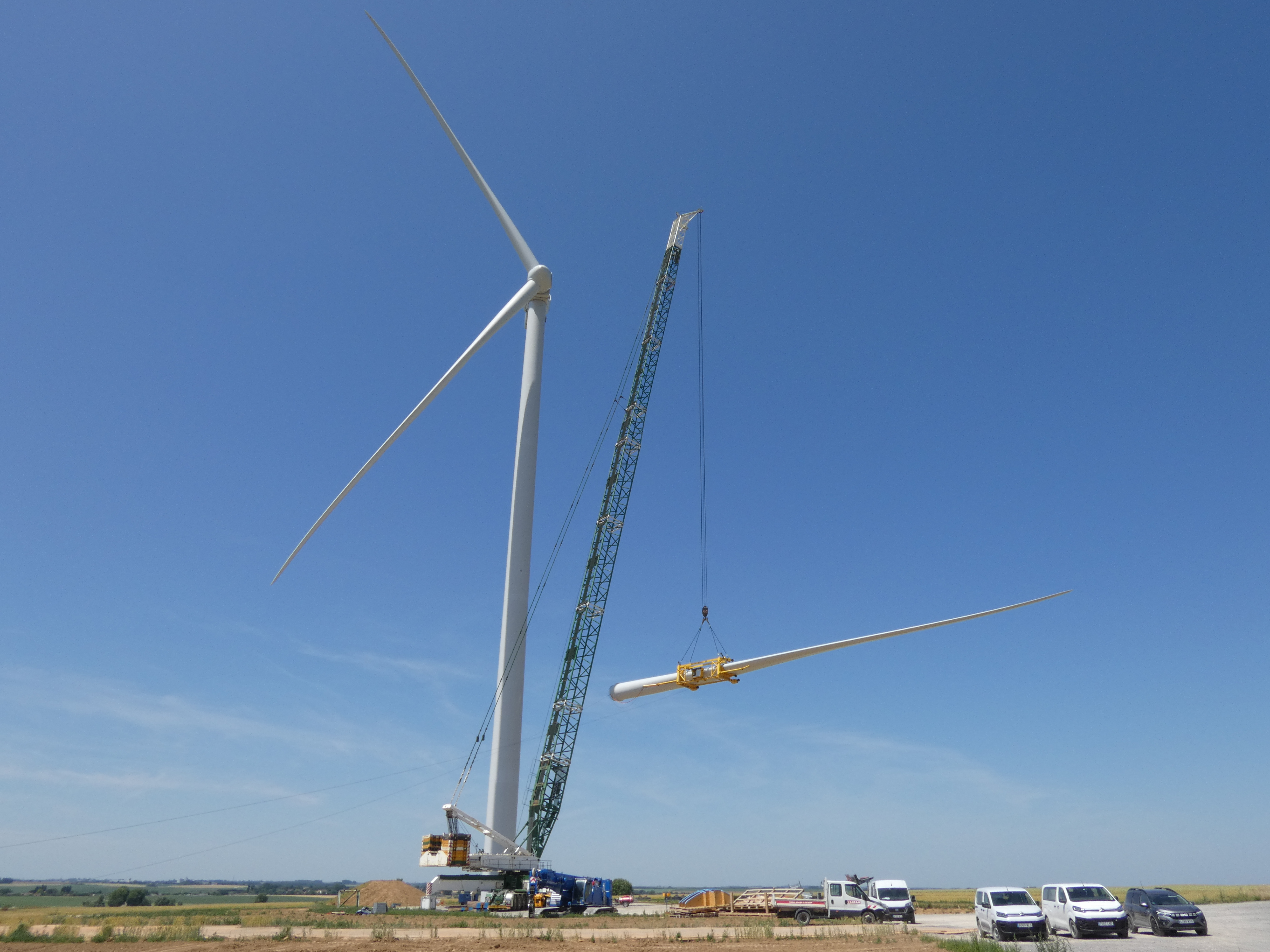
Montage de la troisième pale de l'éolienne E1 du parc éolien du Mûrier, le 21 juin 2025

Le 12 octobre 1870 le ballon monté Washington s'envole de la gare d'Orléans à Paris alors assiégé par les Prussiens et termine sa course à Carnières après avoir parcouru 204 kilomètres.
Le parc éolien du Mûrier est construit en 2025.

## Politique et administration

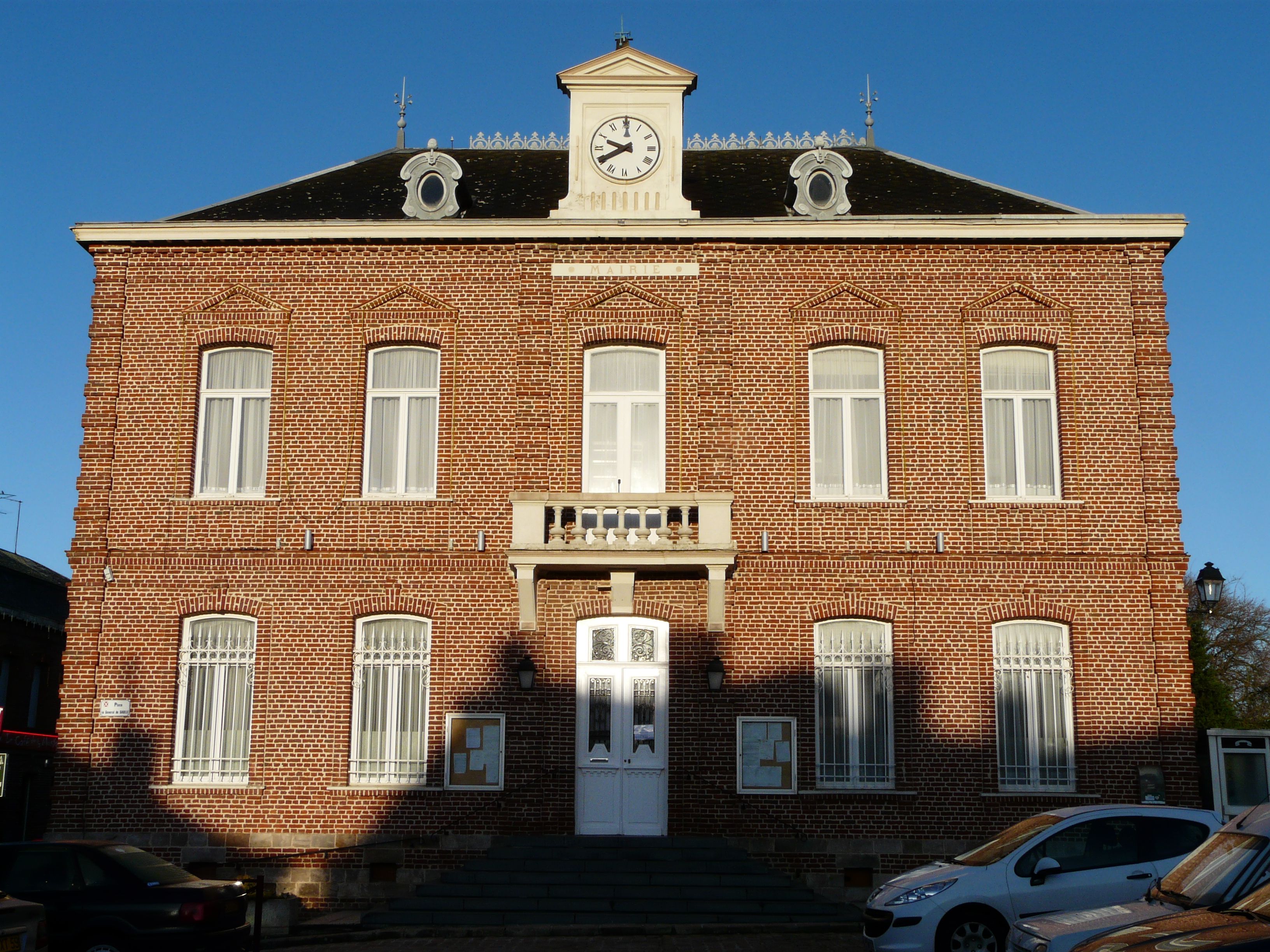
La mairie

### Liste des maires
Maire en 1802-1803 : François Telliez.
Maire en 1807 : Desmoutier.
Maire en 1808 : Tilhez.
En 1888, Mr Déjardin-Telliez, maire de Carnières, cultivateur, vice-président du Comité agricole de Cambrai, est candidat aux élections sénatoriales de 1888, sur la liste du Parti Conservateur, monarchiste, anti-républicain.
| Période                                  | Période      | Identité           | Étiquette | Qualité     |
| ---------------------------------------- | ------------ | ------------------ | --------- | ----------- |
| Les données manquantes sont à compléter. |              |                    |           |             |
| mars 1977                                | 1986         | Marcel Lesage      | PCF       | Cultivateur |
| Les données manquantes sont à compléter. |              |                    |           |             |
| av. 1994                                 |              | André Dromard      |           |             |
| mars 2001                                | juillet 2020 | Jean-Marie Tordoit | DVG       |             |
| juillet 2020                             | En cours     | Sandrine Hotton    | DVC       | Employée    |

## Population et société

### Démographie

#### Évolution démographique
L'évolution du nombre d'habitants est connue à travers les recensements de la population effectués dans la commune depuis 1793. Pour les communes de moins de 10 000 habitants, une enquête de recensement portant sur toute la population est réalisée tous les cinq ans, les populations de référence des années intermédiaires étant quant à elles estimées par interpolation ou extrapolation. Pour la commune, le premier recensement exhaustif entrant dans le cadre du nouveau dispositif a été réalisé en 2004.

En 2022, la commune comptait 987 habitants, en évolution de −10,27 % par rapport à 2016 (Nord : +0,51 %, France hors Mayotte : +2,11 %).
| 1793 | 1800 | 1806  | 1821  | 1831  | 1836  | 1841  | 1846  | 1851  |
| ---- | ---- | ----- | ----- | ----- | ----- | ----- | ----- | ----- |
| 975  | 718  | 1 072 | 1 115 | 1 344 | 1 426 | 1 489 | 1 498 | 1 495 |

| 1856  | 1861  | 1866  | 1872  | 1876  | 1881  | 1886  | 1891  | 1896  |
| ----- | ----- | ----- | ----- | ----- | ----- | ----- | ----- | ----- |
| 1 660 | 1 760 | 1 808 | 1 883 | 1 980 | 1 817 | 1 763 | 1 687 | 1 642 |

| 1901  | 1906  | 1911  | 1921  | 1926  | 1931  | 1936  | 1946  | 1954 |
| ----- | ----- | ----- | ----- | ----- | ----- | ----- | ----- | ---- |
| 1 617 | 1 561 | 1 396 | 1 052 | 1 068 | 1 081 | 1 068 | 1 018 | 990  |

| 1962  | 1968  | 1975  | 1982  | 1990  | 1999 | 2004 | 2006 | 2009  |
| ----- | ----- | ----- | ----- | ----- | ---- | ---- | ---- | ----- |
| 1 042 | 1 060 | 1 055 | 1 065 | 1 041 | 930  | 925  | 927  | 1 035 |

| 2014  | 2019  | 2022 | - | - | - | - | - | - |
| ----- | ----- | ---- | - | - | - | - | - | - |
| 1 078 | 1 020 | 987  | - | - | - | - | - | - |

#### Pyramide des âges
La population de la commune est relativement jeune.
En 2018, le taux de personnes d'un âge inférieur à 30 ans s'élève à 36,8 %, soit en dessous de la moyenne départementale (39,5 %). À l'inverse, le taux de personnes d'âge supérieur à 60 ans est de 23,4 % la même année, alors qu'il est de 22,5 % au niveau départemental.
En 2018, la commune comptait 526 hommes pour 521 femmes, soit un taux de 50,24 % d'hommes, largement supérieur au taux départemental (48,23 %).
Les pyramides des âges de la commune et du département s'établissent comme suit.
| Hommes | Classe d’âge | Femmes |
| ------ | ------------ | ------ |
| 0,6    | 90 ou +      | 0,8    |
| 5,5    | 75-89 ans    | 5,7    |
| 15,0   | 60-74 ans    | 19,1   |
| 21,1   | 45-59 ans    | 19,1   |
| 20,1   | 30-44 ans    | 19,5   |
| 15,2   | 15-29 ans    | 15,6   |
| 22,5   | 0-14 ans     | 20,3   |

| Hommes | Classe d’âge | Femmes |
| ------ | ------------ | ------ |
| 0,5    | 90 ou +      | 1,4    |
| 5,3    | 75-89 ans    | 8,1    |
| 14,8   | 60-74 ans    | 16,2   |
| 19,1   | 45-59 ans    | 18,4   |
| 19,5   | 30-44 ans    | 18,7   |
| 20,7   | 15-29 ans    | 19,1   |
| 20,2   | 0-14 ans     | 18     |

## Économie
La société Vicat dispose d'une unité de production de béton dans le hameau de Boistrancourt.

## Culture locale et patrimoine

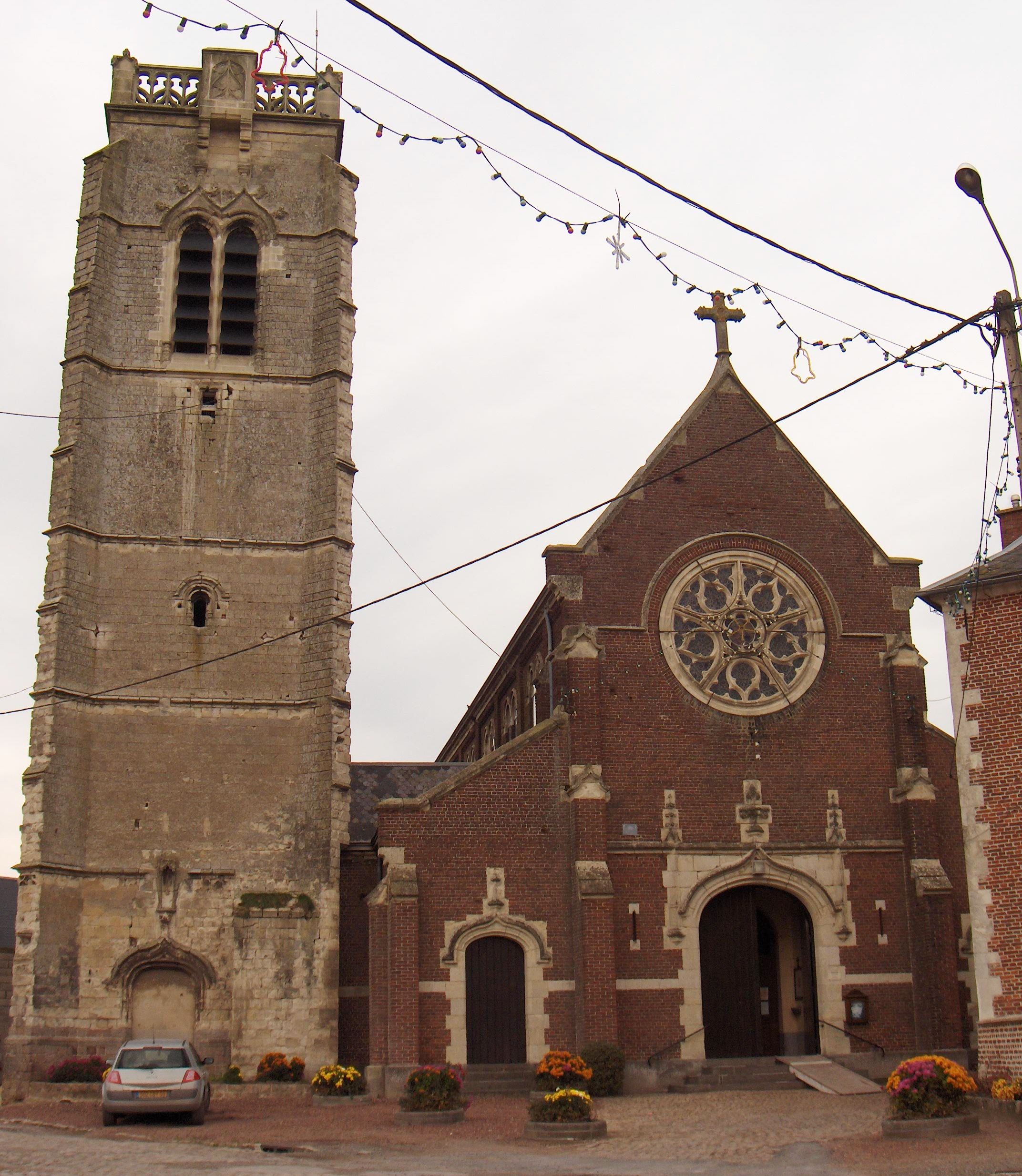
L'église Saint-Germain et la tour gothique.

### Lieux et monuments
- La tour gothique de l'ancienne église
- L'église Saint-Germain, construite en 1889 par Louis Cordonnier. Le culte dépend de la paroisse Saint-Joseph-en-Cambrésis de l'archidiocèse de Cambrai[30].
- La maison des mulquiniers, ancienne habitation de tisserand, abrite aujourd'hui le syndicat d'initiative.
- Le cimetière militaire britannique situé à l'arrière du cimetière communal.

### Héraldique
| Armes de Carnieres (Nord) | Les armes de Carnières se blasonnent ainsi : De gueules au sautoir d'argent. |

## Pour approfondir